# 11 noiembrie
ianuarie • februarie • martie  • aprilie  • mai  • iunie  • iulie  • august  • septembrie  • octombrie  • noiembrie  • decembrie
11 noiembrie este a 315-a zi a calendarului gregorian și a 316-a zi în anii bisecți. Mai sunt 50 de zile până la sfârșitul anului.

## Evenimente

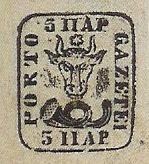
1858: Un exemplar al ziarului Zimbrulu și Vulturulu, tipărit în această zi, va deveni în 2006 cel mai scump ziar din lume. Angajatul Poștei a lipit pe acest exemplar (aflat primul dintr-un pachet de ziare) opt timbre Cap de bour cu valoarea de cinci parale.

- 0043 î.Hr.:  În Roma antică a fost încheiat al doilea Triumvirat între Augustus, Marcus Antonius și  Marcus Aemilius Lepidus pe cinci ani.
- 1028: Moare Constantin al VIII-lea, punând capăt domniei sale neîntrerupte ca împărat sau co-împărat al Imperiului Bizantin de 66 de ani.
- 1100: Henric I al Angliei se căsătorește cu Matilda a Scoției, fiica regelui Malcolm al III-lea al Scoției și o descendentă direct a regelui saxon Edmund al II-lea al Angliei; Matilda este încoronată în aceeași zi.[2]
- 1417: Oddone Colonna este ales în unanimitate drept papa Martin al V-lea, încheindu-se astfel Marea Schismă Apuseană.
- 1493: Cristofor Columb descoperă în a doua sa călătorie în Antile Insula Sfântul Martin.
- 1500: A fost semnat Tratatul de la Granada, de către Ludovic al XII-lea, rege al Franței (1498-1515), și Ferdinand al II-lea al Aragonului (1479-1516), privind împărțirea regatului Neapolelui.

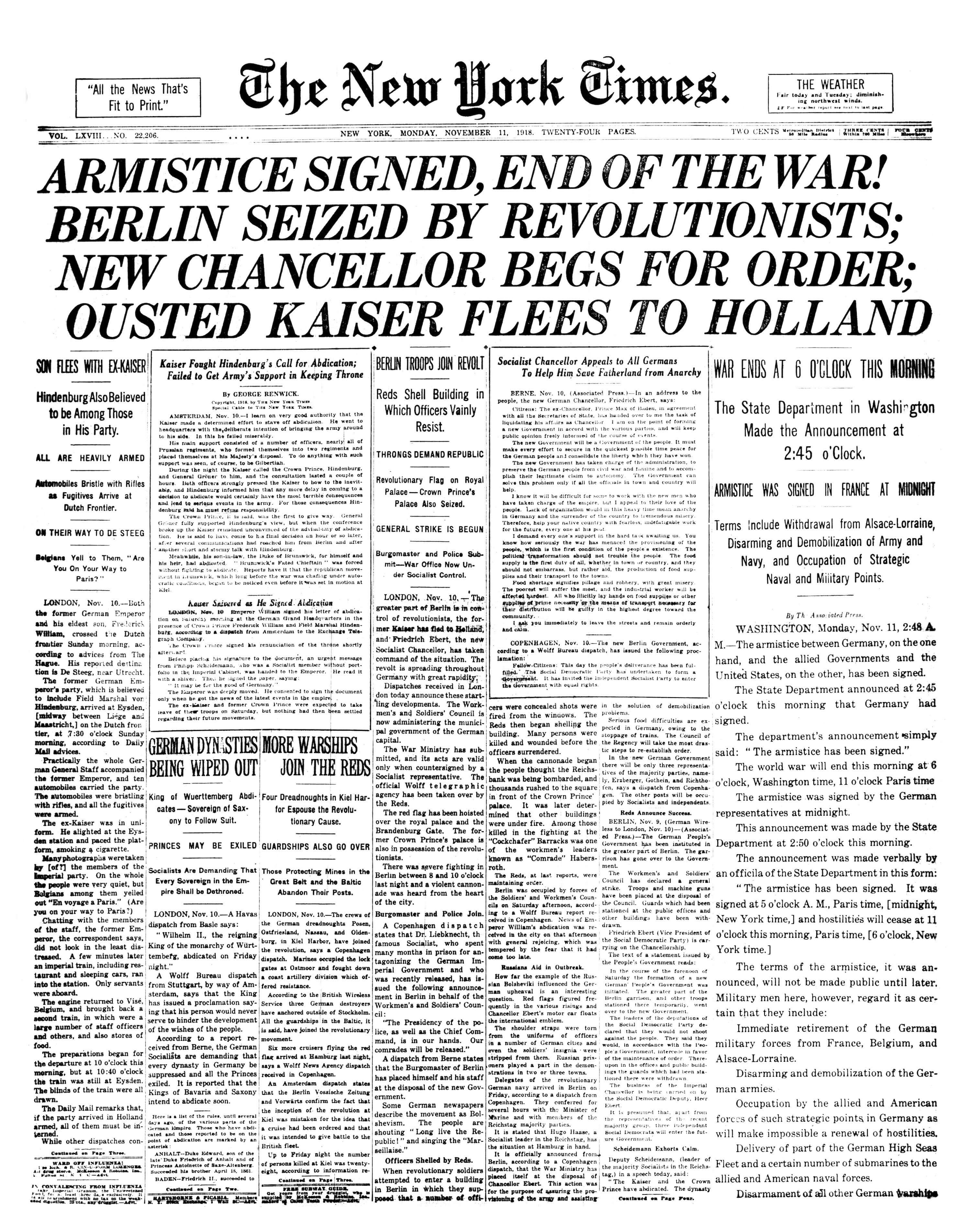
1918: Prima pagină din New York Times care anunță semnarea armistițiului de la Compiègne și sfârșitul Primului Război Mondial

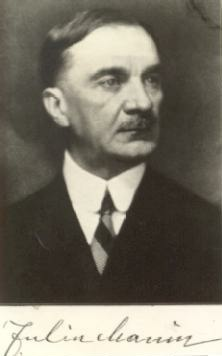
1947: Iuliu Maniu, în vârstă de 75 de ani, este condamnat la închisoare pe viață.

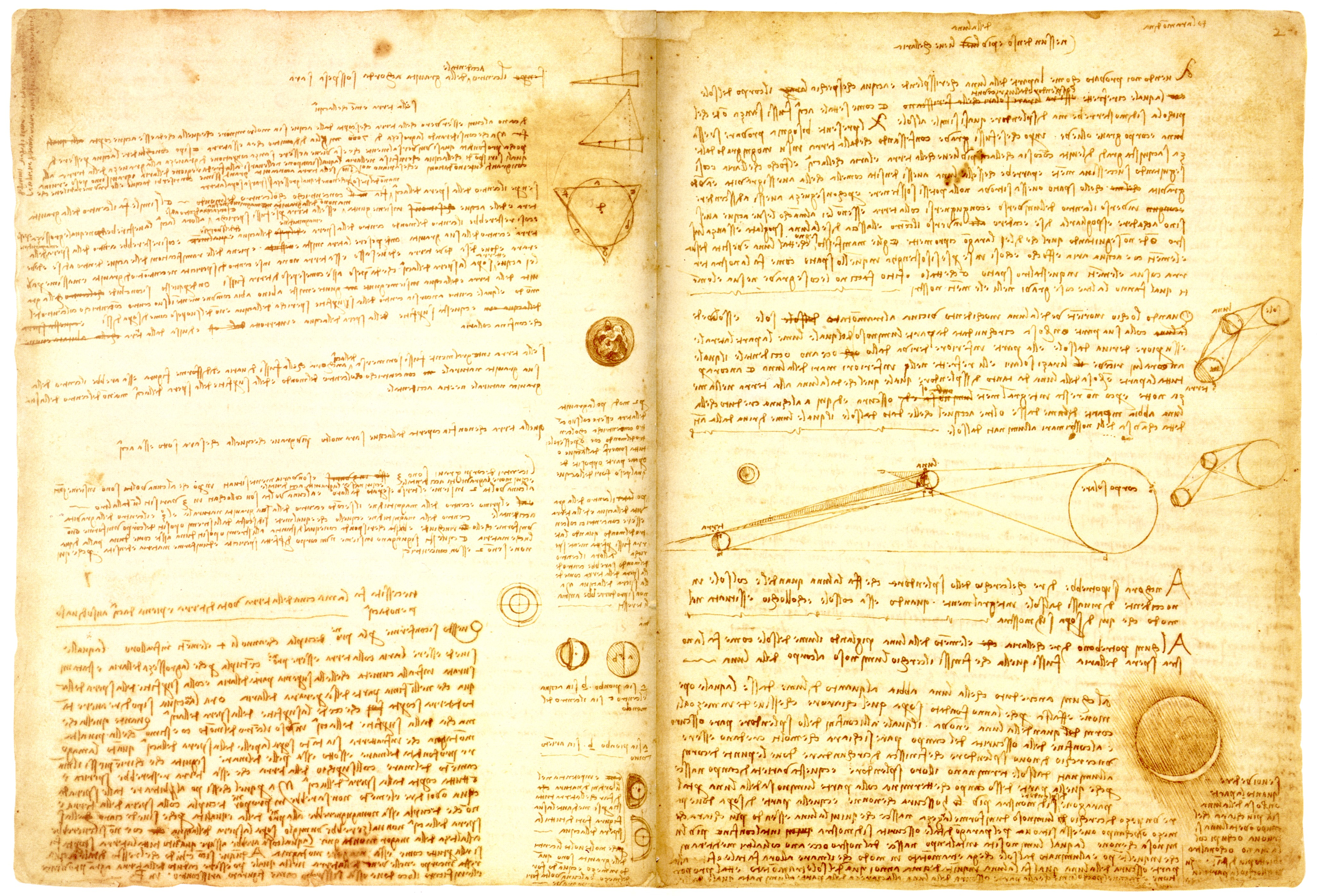
1994: Codex Leicester, o colecție legată de folii care conține scrieri academice, note, schițe și desene ale lui Leonardo da Vinci, este vândută de casa de licitații Christie's antreprenorului Bill Gates pentru 30,8 milioane de dolari (echivalentul a 56,3 milioane de dolari în 2021).

- 1572: Astronomul danez Tycho Brahe a observat pentru prima dată o „stea nouă”, în constelația Casiopeea, care mai târziu s-a dovedit a fi supernova SN 1572.
- 1620: Corabia Mayflower, care a adus primii emigranți englezi în America de Nord, a ancorat la Cape Cod.
- 1648: Franța și Olanda cad de acord să împartă insula Sf. Martin.
- 1675: Gottfried Leibniz formulează pentru prima dată una dintre teoremele sale fundamentale folosind semnul modern pentru integrală într-un eseu despre tangente inverse.
- 1843: În Danemarca apare basmul lui Hans Christian Andersen Rățușca cea urâtă.
- 1858: Un exemplar al ziarului Zimbrulu și Vulturulu, tipărit în această zi, va deveni în 2006 cel mai scump ziar din lume. Angajatul Poștei a lipit pe acest exemplar (aflat primul dintr-un pachet de ziare) opt timbre Cap de bour cu valoarea de cinci parale.[1]
- 1889: Washington a devenit cel de-al 42-lea stat american.
- 1918: Primul Război Mondial se termină, la ora 11, în a 11-a zi a lunii a 11-a din anul 1918.
- 1918: Are loc semnarea Armistițiului de la Compiègne între Puterile Antantei și Germania, în urma căruia încetează ostilitățile. Germania recunoaște, între altele, caducitatea Tratatului de Pace de la București, fiind obligată să își retragă armata din România.
- 1918: Împăratul Carol I al Austriei renunță la putere.
- 1924: Primul ministru Alexandros Papanastasiou proclamă prima recunoaștere a Republicii grecești.
- 1942: Al Doilea Război Mondial: Ca răspuns la debarcarea aliaților în Algeria, trupele germane ocupă și Regimul de la Vichy.
- 1944: Administrația română din teritoriul eliberat al Transilvaniei de Nord este expulzată de sovietici, care introduc o administrație militară proprie. Măsura este destinată să ofere URSS un mijloc de presiune pentru a favoriza instituirea controlului PCR asupra țării.
- 1946: Începe procesul conducătorilor și membrilor organizațiilor de rezistență anticomunistă: Sumanele Negre, Mișcarea Națională de Rezistență, Haiducii lui Avram Iancu și Grupul de Rezistență Sinaia.
- 1947: Se dă sentința în procesul Iuliu Maniu. Maniu, în vârstă de 75 de ani, este condamnat la închisoare pe viață împreună cu vicepreședintele PNȚ, Ion Mihalache.
- 1965: Rhodesia (azi Zimbabwe) și-a proclamat independența față de Marea Britanie.
- 1966: NASA lansează Gemini 12. Echipajul a fost compus din Jim Lovell și Buzz Aldrin.
- 1968: Începe sesiunea Marii Adunări Naționale, la care se adoptă Codul de Procedură Penală și Legea de punere în aplicare a acestuia, Legea privind participarea tineretului la apărarea patriei.
- 1970: A intrat în vigoare Convenția ONU asupra imprescriptibilității crimelor de război și a crimelor contra umanității.
- 1975: Angola devine independentă față de Portugalia.
- 1992: Biserica Anglicană a votat pentru a hirotoni ca preoți și femei.
- 1994: Codex Leicester, o colecție legată de folii care conține scrieri academice, note, schițe și desene ale lui Leonardo da Vinci, este vândută de casa de licitații Christie's antreprenorului Bill Gates pentru 30,8 milioane de dolari (echivalentul a 56,3 milioane de dolari în 2021). Acest lucru face ca codexul să fie cel mai scump manuscris vândut vreodată în lume.[3][4][5][6]

## Nașteri
- 1050: Henric al IV-lea, Împărat Roman (d. 1106)
- 1154: Regele Sancho I al Portugaliei (d. 1212)
- 1155: Regele Alfonso al VIII-lea al Castiliei (d. 1214)
- 1441: Charlotte de Savoia, a doua soție a regelui Ludovic al XI-lea al Franței (d. 1483)
- 1493: Paracelsus, alchimist, medic elvețian (d. 1541)
- 1599: Maria Eleonora de Brandenburg, soția regelui Gustavus Adolphus al Suediei (d. 1655)
- 1748: Regele Carol al IV-lea al Spaniei (d. 1819)
- 1821: Fiodor Mihailovici Dostoievski, scriitor rus (d. 1881)

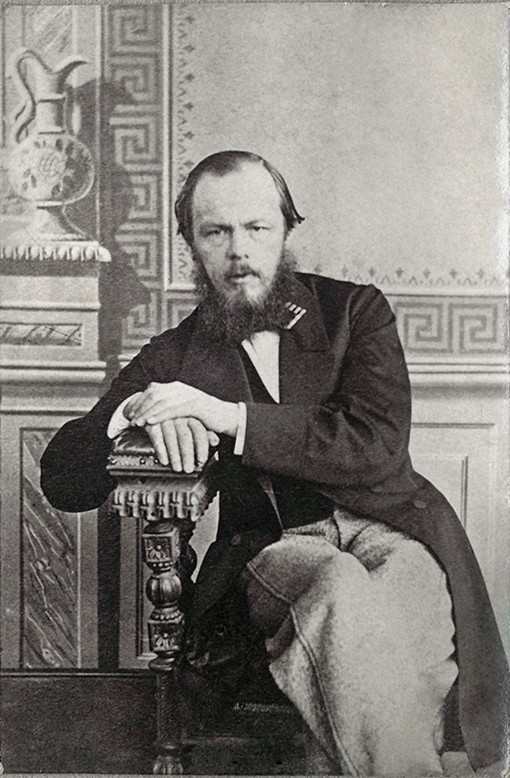
Fiodor Mihailovici Dostoievski, scriitor rus
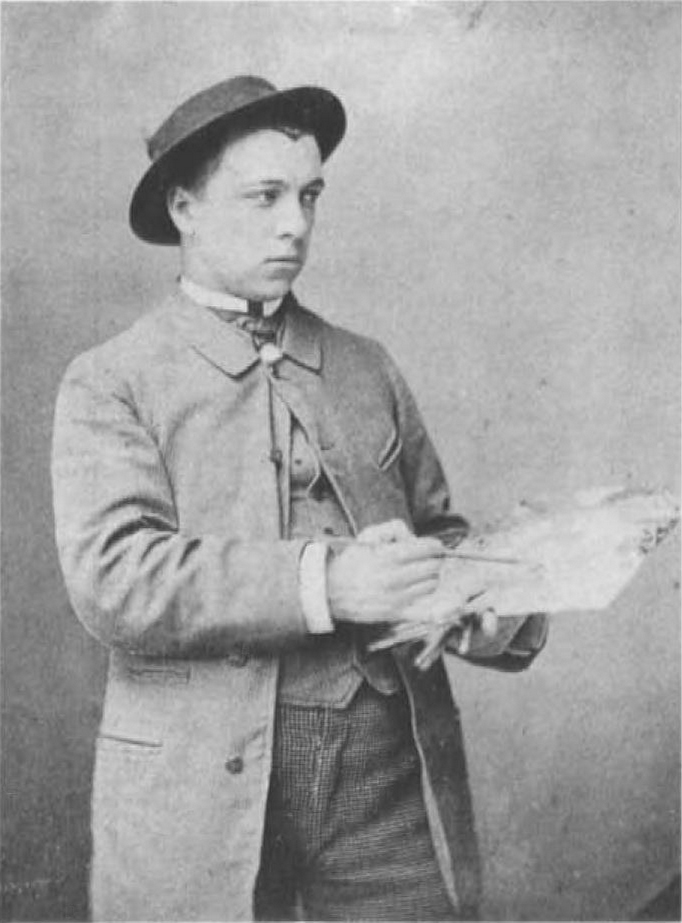
Paul Signac, pictor francez
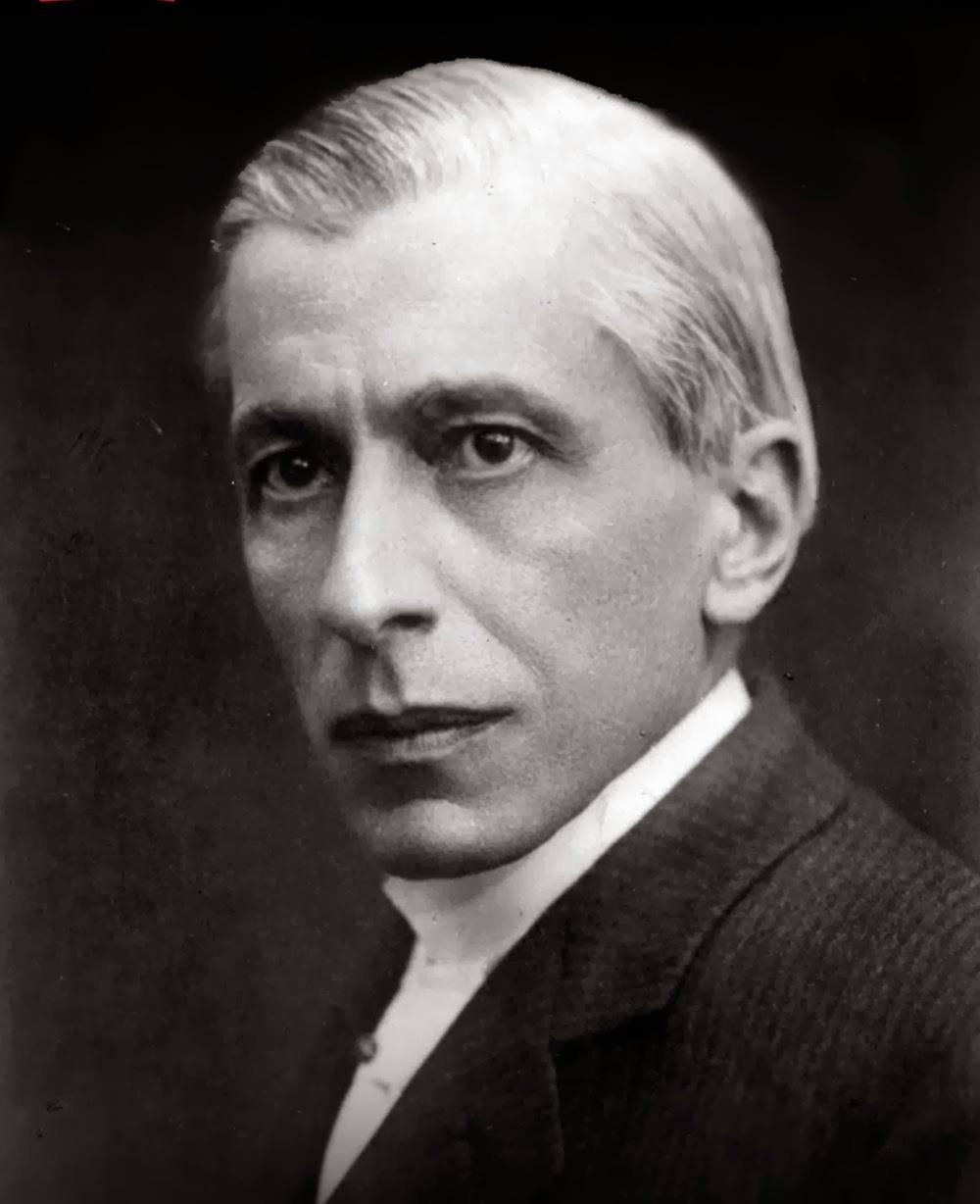
Nicolae Paulescu, fiziolog și medic român

- 1850: António Carvalho de Silva Porto, pictor portughez (d. 1893)
- 1851: Jacques Bertillon, medic, demograf, matematician și statistician francez (d. 1922)
- 1863: Paul Signac, pictor francez (d. 1935)
- 1869: Nicolae Paulescu, om de știință, fiziolog și medic român, unul dintre precursorii insulinei (d. 1931)
- 1869: Regele Victor Emanuel al III-lea al Italiei (d. 1947)
- 1872: Maude Adams, actriță americană (d. 1953)
- 1874: Constanța Erbiceanu, pianistă română (d. 1961)
- 1882: Regele Gustaf al VI-lea Adolf al Suediei (d. 1973)
- 1885: George Patton, general american (d. 1945)
- 1898: René Clair, regizor francez de film (d. 1981)
- 1898: Hugo Enomiya-Lassalle, călugăr iezuit, maestru zen (d. 1990)
- 1901: Magda Goebbels, soția lui Joseph Goebbels (d. 1945)
- 1904: J.H.C. Whitehead, matematician englez (d. 1960)
- 1911: Patric Knowles, actor englez (d. 1995)
- 1919: Martin Balsam, actor american (d. 1996)
- 1919: Kalle Päätalo, romancier finlandez (d. 2000)
- 1921: Ron Greenwood, fotbalist și antrenor englez de fotbal (d. 2006)
- 1922: Kurt Vonnegut, scriitor american (d. 2007)
- 1925: Jonathan Winters, actor american de comedie (d. 2013)
- 1927: Mose Allison, muzician american (jazz)

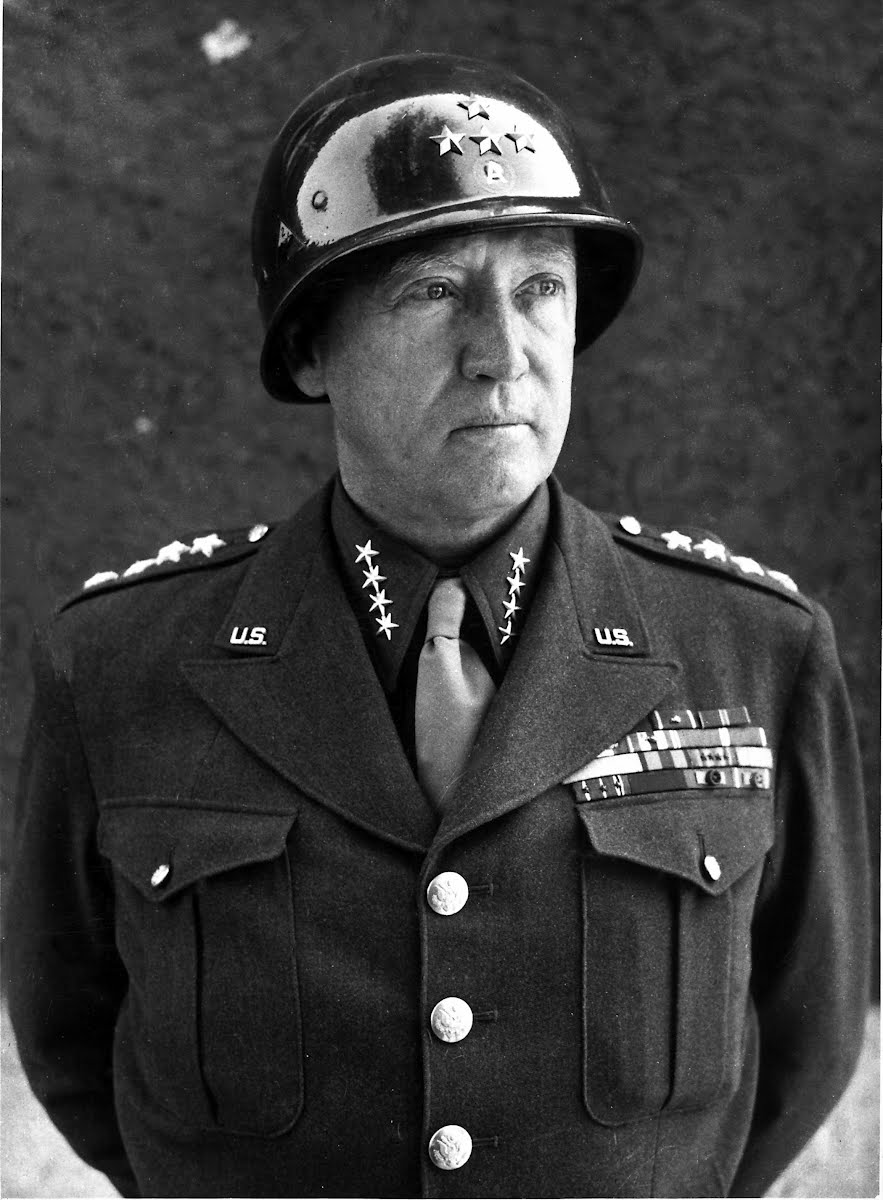
George Patton, general american
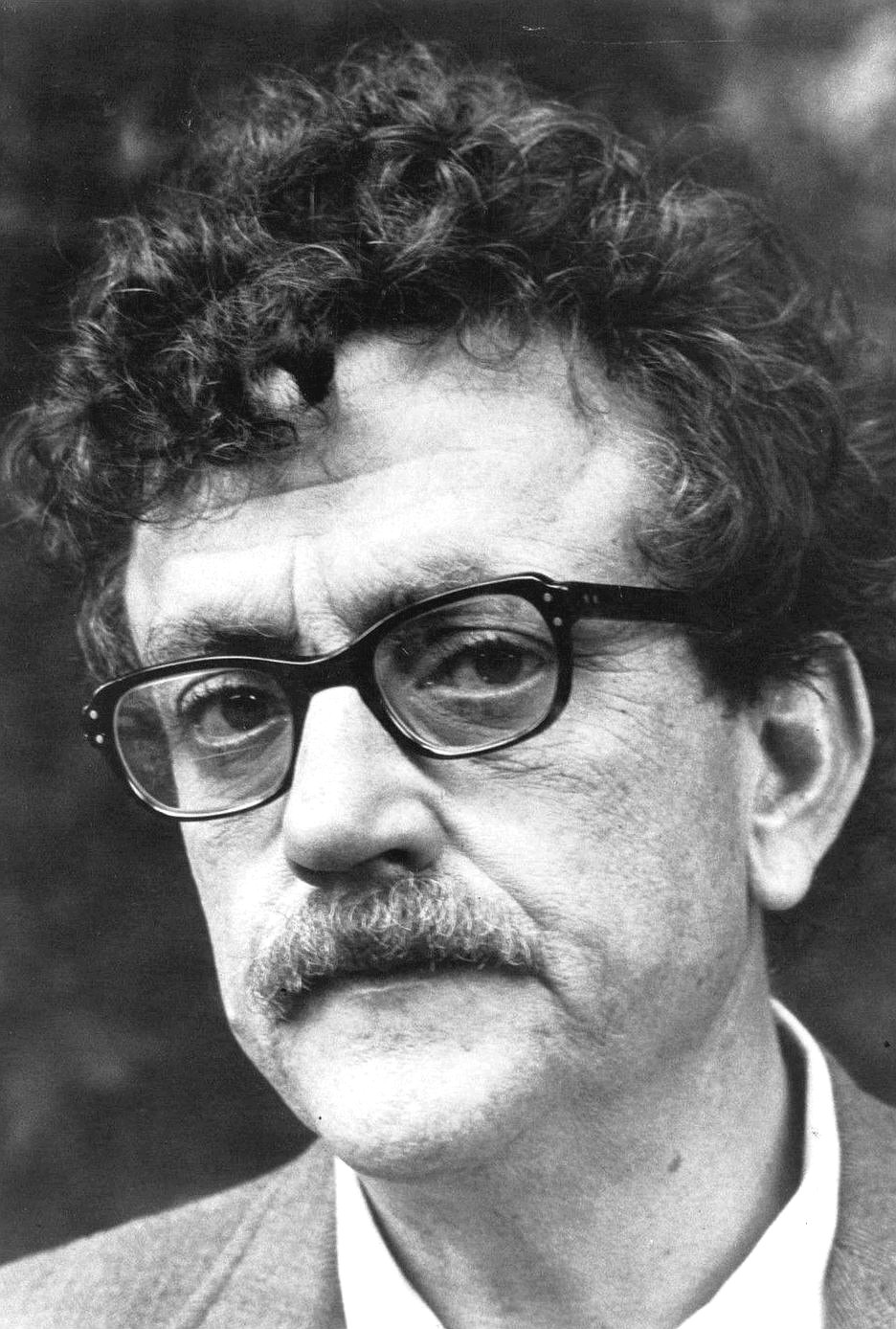
Kurt Vonnegut, scriitor american
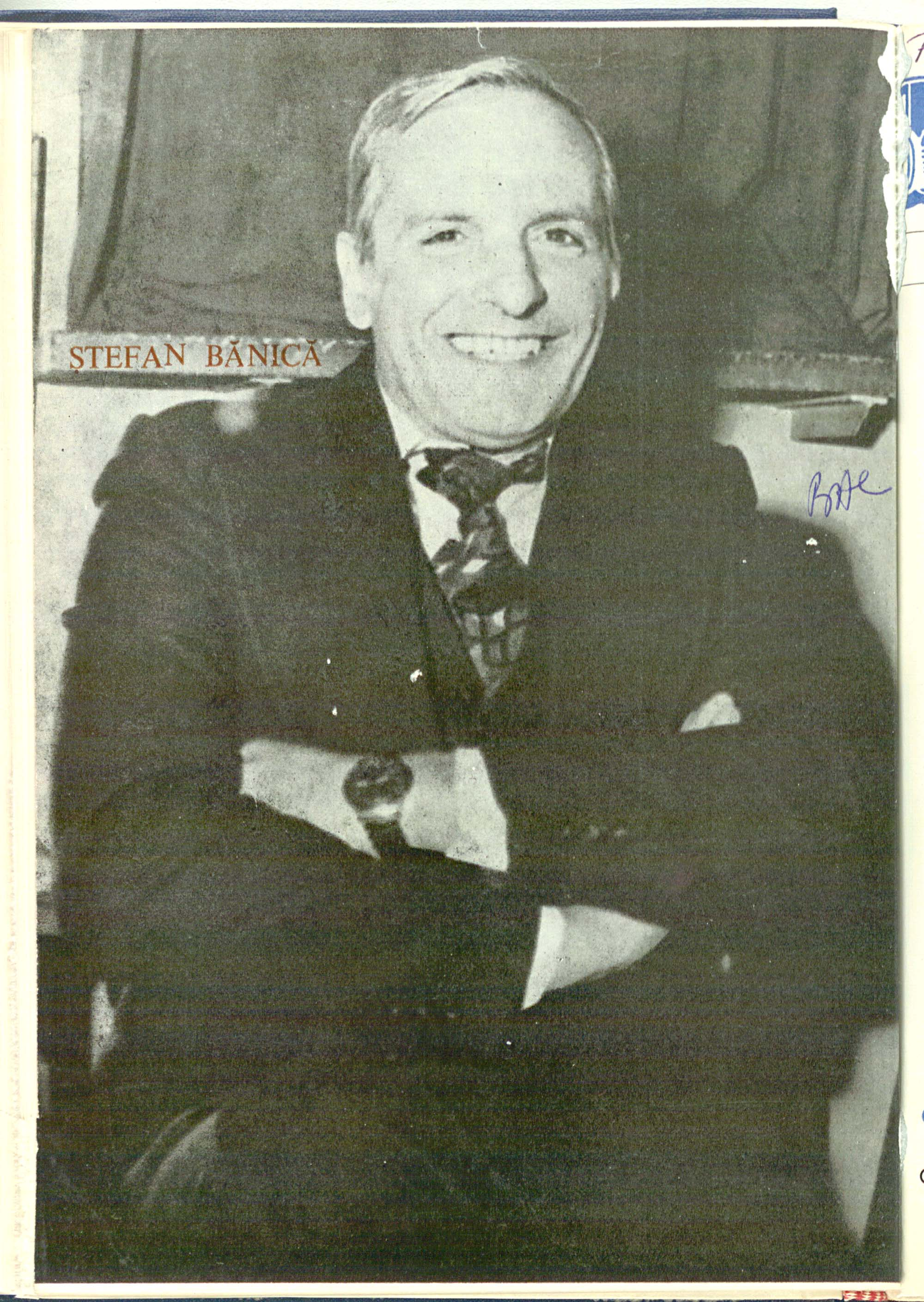
Ștefan Bănică, actor român de teatru și film

- 1928: Mihai Caraman, general de Securitate român, director al Serviciului de Informații Externe în perioada 1990-1992 (d. 2024)
- 1928: Mircea Mureșan, regizor român de film (d. 2020)
- 1928: Carlos Fuentes, scriitor mexican (d. 2012)
- 1930: Tadeusz Nowak, poet polonez (d. 1991)
- 1933: Ștefan Bănică, actor român de teatru și film (d. 1995)
- 1937: Constantin Ionescu-Târgoviște, medic român, membru corespondent (în 2003) al Academiei Române
- 1942: Pavel Alaszu, pictor și grafician român (d. 1995)
- 1942: Daniel Ortega, politician nicaraguan, președinte al Nicaraguei (2007-prezent)
- 1950: Mircea Dinescu, poet român
- 1951: Christian W. Schenk, medic, poet, eseist, traducător germano-român, promotor cultural și editor
- 1952: Christopher Loeak, președintele Insulelor Marshall (2012-2016)
- 1955: Friedrich Merz,  politician german, Cancelar al Germaniei
- 1956: Mihail-Constantin Eremia, jurist român (d. 2006)
- 1960: Stanley Tucci, actor american de origine italiană
- 1961: László-Ödön Fejér, politician român
- 1962: Demi Moore, actriță americană
- 1964: Gheorghe Brașovschi, politician moldovean
- 1964: Calista Flockhart, actriță americană
- 1966: Benedicta Boccoli, actriță italiană
- 1967: Romulus Cristea, jurnalist și revoluționar român (d. 2020)
- 1970: Cariddi Nardulli, actriță americană
- 1970: Pavel Stratan, cântăreț și textier de muzică folk și pop din Republica Moldova
- 1971: David DeLuise, actor american
- 1974: Leonardo DiCaprio, actor american

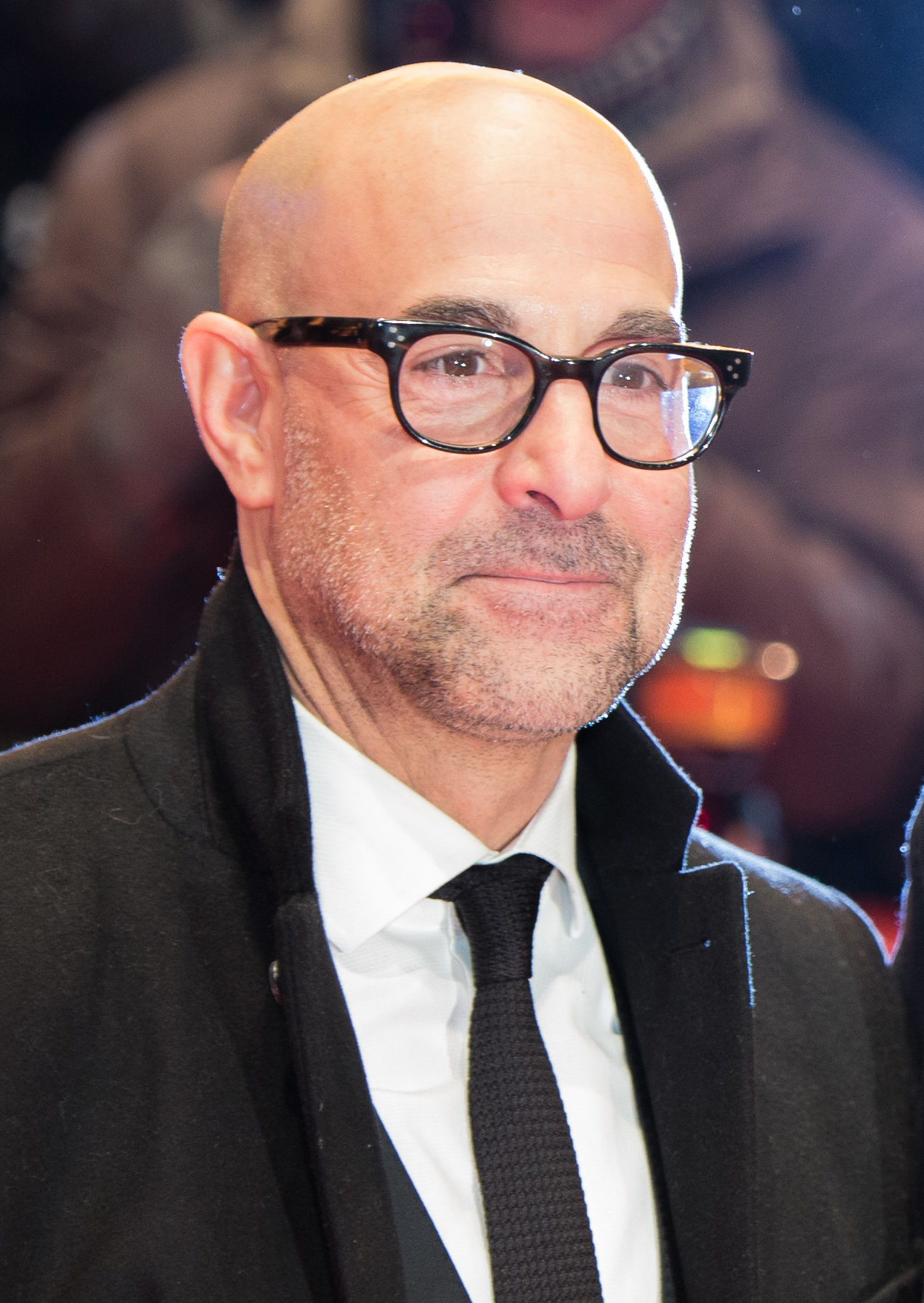
Stanley Tucci, actor italiano-american
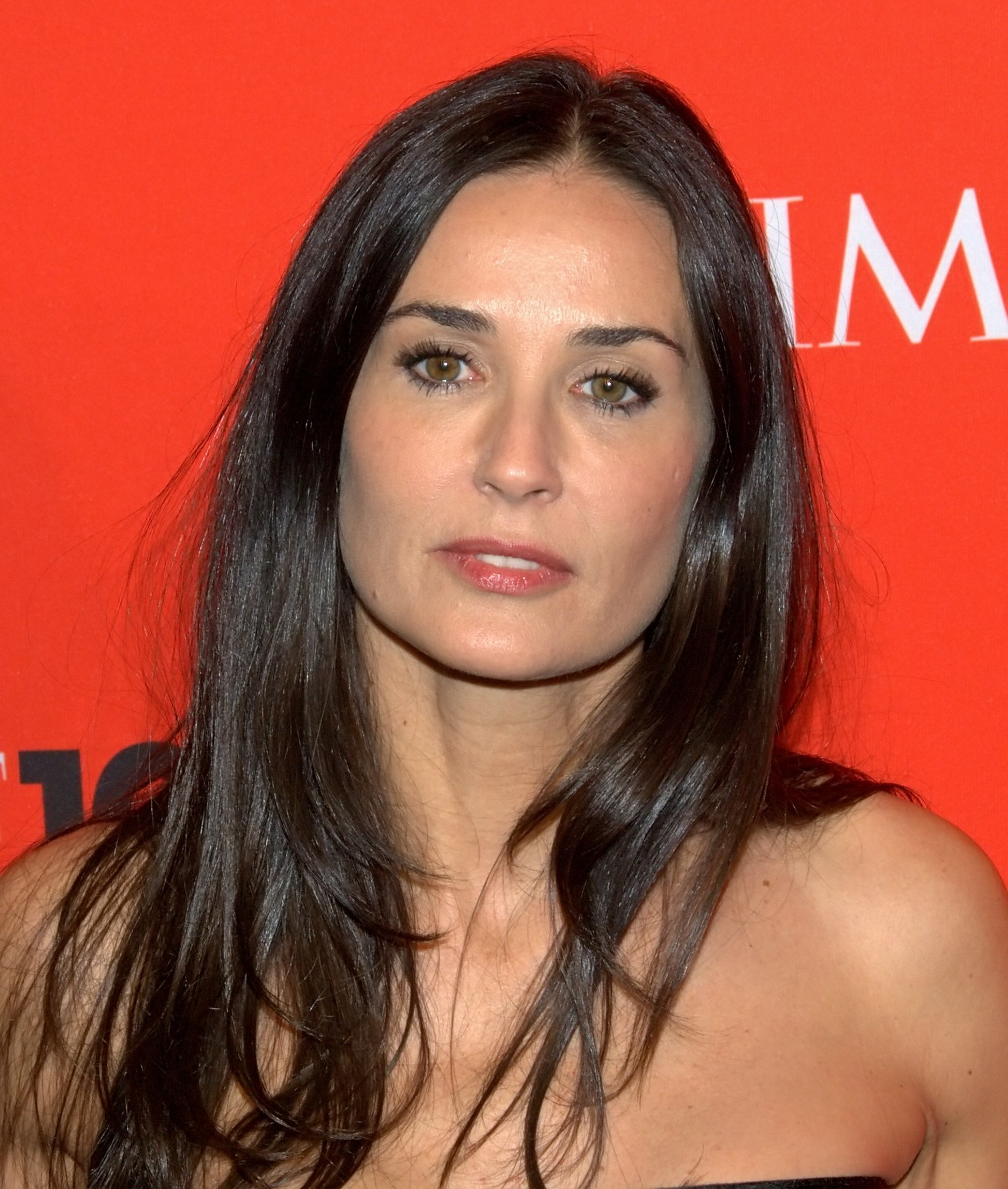
Demi Moore, actriță americană
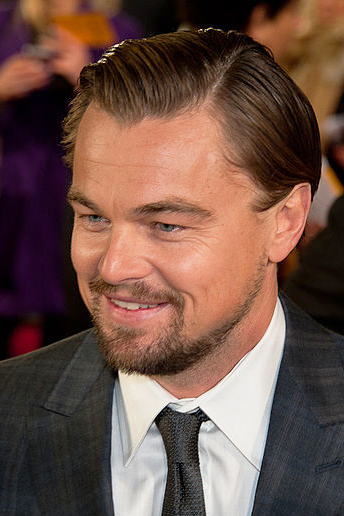
Leonardo DiCaprio, actor american

- 1974: Valerie Niehaus, actriță germană
- 1975: Violeta Alexandru, politiciană română
- 1977: Maniche, fotbalist portughez
- 1978: Aleksei Diacenko, scrimer rus
- 1978: Florin Ghioca, jurnalist și fotograf român
- 1978: Silviu Bălace, fotbalist român
- 1980: Papa Malick Ba, fotbalist senegalez
- 1981: Guillaume, Mare Duce Ereditar de Luxembourg, moștenitorul coroanei Luxembourgului
- 1981: Natalie Glebova, model ruso-canadian, Miss Univers 2005
- 1983: Philipp Lahm, fotbalist german
- 1989: Radu Albot, jucător de tenis moldovean
- 1990: Tom Dumoulin, ciclist olandez
- 1999: Andreea Mihart, handbalistă română

## Decese
- 0537: Papa Silveriu
- 1028: Constantin al VIII-lea Porfirogenetul împărat al Imperiului Bizantin (n. 960)
- 1638: Cornelis van Haarlem, pictor olandez (n. 1562)
- 1831: Ignác Gyulay, feldmareșal austriac (n. 1763)
- 1855: Søren Kierkegaard, filosof danez (n. 1813)

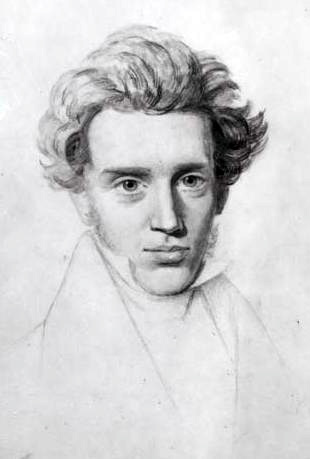
Søren Kierkegaard, filosof danez
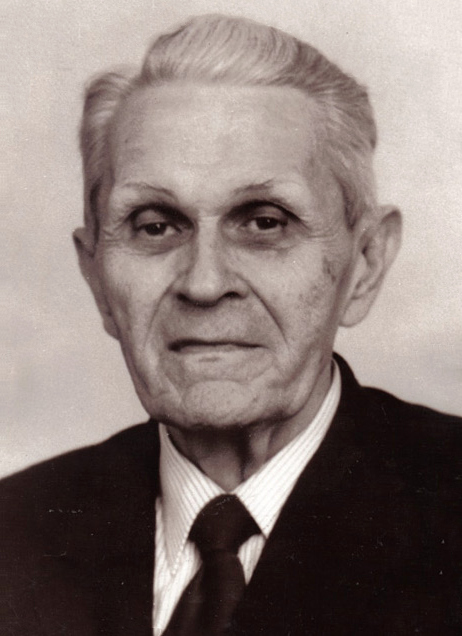
Corneliu Coposu, om politic român
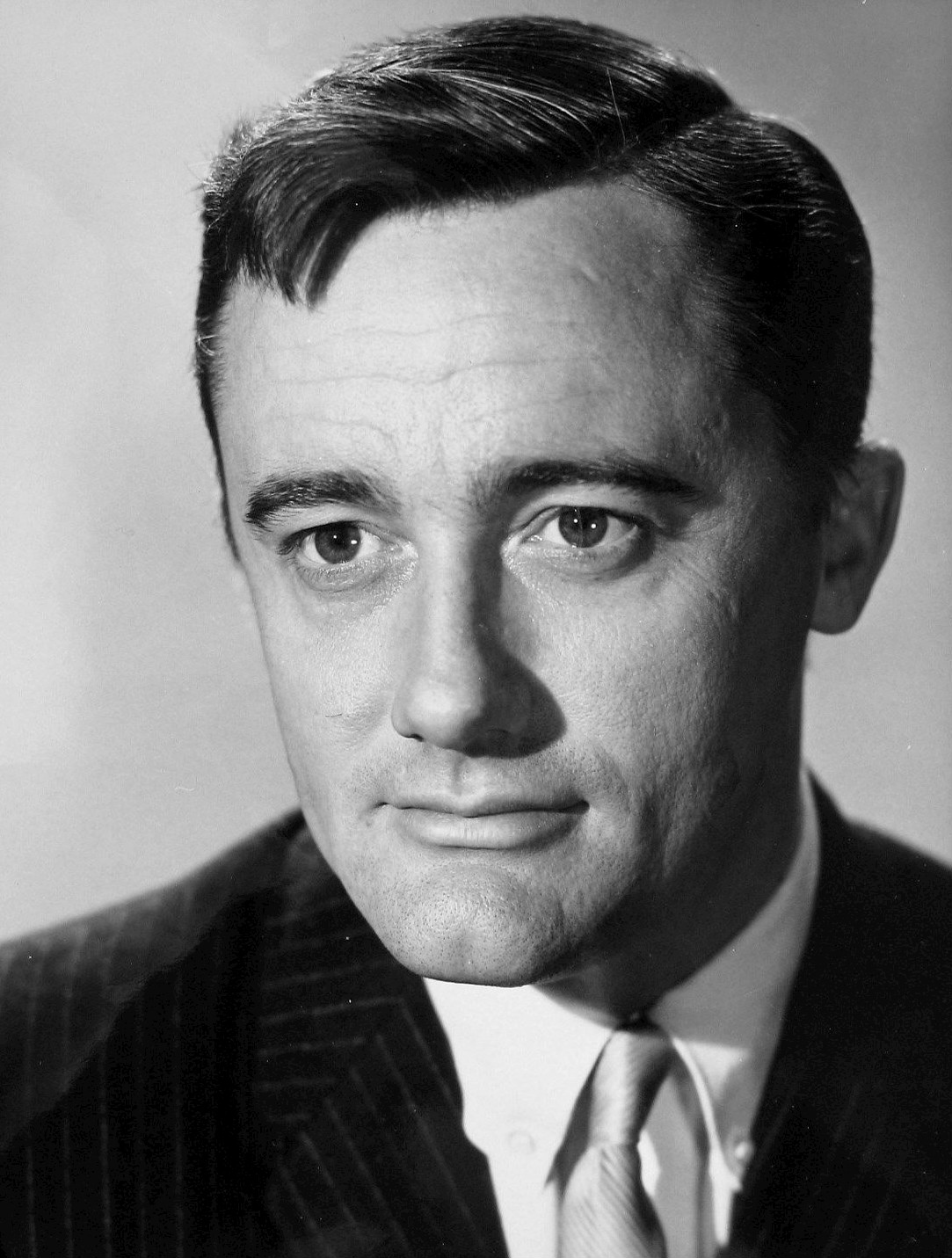
Robert Vaughn, actor american

- 1861: Pedro al V-lea al Portugaliei (n. 1837)
- 1910: Joseph Apoux, pictor francez (n. 1846)
- 1917: Liliuokalani, regină a Hawaii (n. 1838)
- 1949: Prințul Carlos de Bourbon-Două Sicilii (n. 1870)
- 1952: Eugen Bossilkov, episcop bulgar, executat de autoritățile comuniste (n. 1900)
- 1973: Artturi Ilmari Virtanen, chimist finlandez, laureat al Premiului Nobel (n. 1895)
- 1995: Corneliu Coposu, politician român, deținut politic, președinte al PNȚCD între 1990-1995 (n. 1914)
- 1995: Jean-Louis Curtis, scriitor francez, câștigător al Premiului Goncourt în 1947 (n. 1917)
- 2004: Yasser Arafat, președintele Autorității Naționale Palestiniene (n. 1929)
- 2005: Tudor Pană, dirijor și violonist român (n. 1930)
- 2007: Aurel Savin, activist român YMCA (n. 1917)
- 2015: Aurel Anton, șahist român (n. 1928)
- 2016: Robert Vaughn, actor american (n. 1932)
- 2021: F. W. de Klerk, politician sud-african, președintele Africii de Sud (1989-1994) (n. 1936)
- 2022: Keith Levene, un muzician, textier și multi-instrumentist englez  (n. 1957)
- 2024: Frank Auerbach, pictor britanic de origine germană (n. 1931)

## Sărbători
- în calendarul ortodox: Sf. Mc. Mina, Victor și Vichentie; Sf. Mc. Ștefanida; Cuv. Teodor Studitul
- în calendarul greco-catolic: Sf. Mina, Victor și Vincențiu, martiri
- în calendarul romano-catolic: Sf. Martin de Tours, episcop (d. 397)
- Polonia: Ziua Independenței (1918)
- Angola: Ziua Independenței (1975)
- Belgia: Ziua Armistitiului
- Franța: Ziua Armistițiului
- SUA: Ziua Veteranilor
- România: Ziua Veteranilor din Teatrele de Operații